# 费代丽卡·佩莱格里尼
费代丽卡·佩莱格里尼（義大利語：Federica Pellegrini，1988年8月5日—），生于米拉诺，意大利女子游泳运动员，國際奧林匹克委員會委員。曾参加2004年、2008年、2012年、2016年和2020年五届奥运，共收获一枚金牌和一枚银牌。

## 外部連結
- 费代丽卡·佩莱格里尼的Facebook專頁
- 费代丽卡·佩莱格里尼的Instagram帳戶